# Tierra de Avellaneda
 Tierra de Avellaneda  es una película documental coproducción de Argentina, Italia y Gran Bretaña filmada en colores dirigida por Daniele Incalcaterra sobre su propio guion que se estrenó el 22 de noviembre de 1996. El director es de nacionalidad italiana y residió largo tiempo en Argentina.

## Sinopsis
Un equipo de antropólogos forenses que trata de identificar tres cadáveres que pueden corresponder a miembros de la familia Manfil recurre a diversos testimonios de sobrevivientes de esa familia. 

## Comentarios
Guillermo Ravashino en El Amante del Cine  escribió:

«Un director ciego (¡ciego para con su propio material!) montó una farsa cuyos componentes están forzados a contraponerse con la naturaleza profunda de su personaje (la sobreviviente de una familia masacrada durante la dictadura…Incalcaterra es el padre de este engendro visualmente desprolijo…el único testimonio verdaderamente distendido es el de Albano Harguindeguy, que aparece como un viejito macanudo.»

Fernando López en La Nación opinó:

«Lo que quiere [el director] no es volver la vista hacia trágicos episodios de nuestra historia reciente, sino examinar la conducta de la sociedad respecto de esos hechos…asumir el pasado, hacer las paces con él.»

Pablo Scholz en Clarín dijo:

«Si la característica de todo documental es ser maniqueísta –se quiera o no: la puesta de cámara ya es una decisión que ve la mirada desde un punto de vista y no otro- La fuerza de las imágenes de Tierra de Avellaneda obliga a (re) tmar conciencia del pasado reciente de la Argentina…Sus 85 minutos son duros. No verlos es negar que el pasado también lo fue  .»

Manrupe y Portela escriben:

«Sin apoyo estatal…el trabajo del Equipo  Argentino de Antropología Forense se circunscribió desde 1985 a una fosa común del cementerio de Avellaneda en la provincia de Buenos Aires…la investigación…resulta ser uno de los testimonios más macabros de aquella época.»